# Montdidier, Somme
Montdidier je naselje in občina v severni francoski regiji Pikardiji, podprefektura departmaja Somme. Leta 2004 je naselje imelo 6.029 prebivalcev.

## Geografija
Kraj leži v severno francoski pokrajini Santerre, med Amiensom in Compiègnom.

## Administracija
Montdidier je sedež istoimenskega kantona, v katerega so poleg njegove vključene še občine Andechy, Assainvillers, Ayencourt, Becquigny, Bouillancourt-la-Bataille, Boussicourt, Bus-la-Mésière, Cantigny, Le Cardonnois, Courtemanche, Davenescourt, Erches, Ételfay, Faverolles, Fescamps, Fignières, Fontaine-sous-Montdidier, Gratibus, Grivillers, Guerbigny, Hargicourt, Laboissière-en-Santerre, Lignières, Malpart, Marestmontiers, Marquivillers, Mesnil-Saint-Georges, Piennes-Onvillers, Remaugies, Rollot, Rubescourt, Villers-Tournelle in Warsy z 11.969 prebivalci.
Naselje je prav tako sedež okrožja, v katerem se nahajajo kantoni Ailly-sur-Noye, Montdidier, Moreuil, Rosières-en-Santerre in Roye z 51.644 prebivalci.

## Zgodovina
Naselbina je obstajala že v predrimskem času, verjetno pod imenom Bratuspance.
V času Karla Velikega je bil na severozahodu kraja postavljen donjon, kjer je bil leta 774 zaprt langobardski kralj Deziderij (Didier).
Leta 1195 je bila Montdidieru podeljena ustanovna listina.

## Zanimivosti
- gotska cerkev božjega groba,
- gotska cerkev sv. Petra,
- Mestna hiša s stolpom,
- Trg Parmentier s kipom francoskega farmacevta in agronoma Antoina-Augustina Parmentiera,
- spomenik padlim v vojni.